# G-gänga
G-gänga är den gamla svenska R (Parallella-rörgängan). Vanlig i alla rör- och slangsammanhang. 55 graders spetsvinkel. Den är en kopia av den brittiska BA-gängan.